# ارینا کیرینا
ارینا کیرینا (اوکراینی: Ірина Яківна Кириліна؛ ۲۵ مارس ۱۹۵۳ – ۴ سپتامبر ۲۰۱۷) آهنگساز، و مربی موسیقی اهل اوکراین بود.